# Castelo de Évora
O Castelo de Évora, também referido como Muralhas e Fortificações de Évora e Sistema Fortificado de Évora, localiza-se na cidade e Distrito de mesmo nome, no Alentejo, em Portugal.
Várias componentes das Muralhas e Fortificações de Évora estão classificadas como Monumento Nacional.

## História

### Antecedentes
Embora se acredite que a primitiva ocupação do sítio da atual Évora remonte à pré-história, o seu povoamento alcançou expressão à época da Invasão romana da Península Ibérica, quando ali existiu um ópido denominado Ebora Cereal (em latim: Ebora Cerealis).
Fiel ao imperador Júlio César, atingiu maior importância regional, quando recebeu importantes obras públicas, passando a ser designada como Liberalidade Júlia (c. 60 a.C.), conforme o testemunham os importantes vestígios arqueológicos entre os quais se destacam as ruínas de um templo em honra ao Imperador e os vestígios de muralhas no Largo da Misericórdia e junto ao Passeio de Diana.
Com o advento do cristianismo, a cidade tornou-se sede de um bispado desde o século IV. A sua importância manteve-se à época do domínio dos Visigodos, quando se tornou um centro de amoedação. Nesse período, as suas defesas foram ampliadas, conforme o testemunham três das torres então erguidas, entre as quais a chamada Torre de Sisebuto. As suas feições não foram sensivelmente alteradas durante o posterior domínio Muçulmano.

### O castelo medieval
À época da Reconquista cristã da península, Évora foi inicialmente tomada pelas forças de D. Afonso Henriques (1159). Retomada em pouco tempo pelos Muçulmanos, a sua conquista definitiva só seria alcançada pelo lendário Geraldo Sem Pavor, em 1165, com o auxílio dos primeiros cavaleiros da Ordem de Calatrava, fundada em Castela dois anos antes, e que, em Portugal, receberam o nome de Frades de Évora por aqui terem se estabelecido. Documentos indicam que já em 1181 estes monges-cavaleiros eram denominados como Ordem de Évora, vindo a se denominar, cerca de meio século mais tarde Ordem de Avis, quando elegeram aqueles domínios por sede.
Durante o reinado de D. Sancho I (1185-1211), foi com o auxílio destes cavaleiros que a cidade resistiu ao assalto das forças do Califado Almóada comandadas por Iacube Almançor (1191), quando as fronteiras portuguesas foram empurradas até à linha do rio Tejo.
Embora se atribua o início de significativas obras de ampliação das defesas de Évora ao reinado de D. Dinis (1279-1325), é mais correto atribuí-las ao de D. Afonso IV (1325-1357), monarca que aqui residiu por largos períodos e de onde partiu para a batalha do Salado (1340). Documentos na Chancelaria de D. Pedro I (1357-1367) são os primeiros a mencionar a cerca da vila, referindo trabalhos na barbacã, fossos e muros. Essas obras estariam concluídas à época do reinado de D. Fernando (1367-1383), o que leva alguns autores a referirem a defesa externa da vila como cerca fernandina. Neste reinado é pela vez documentalmente referida a Porta do Raimundo (1373).

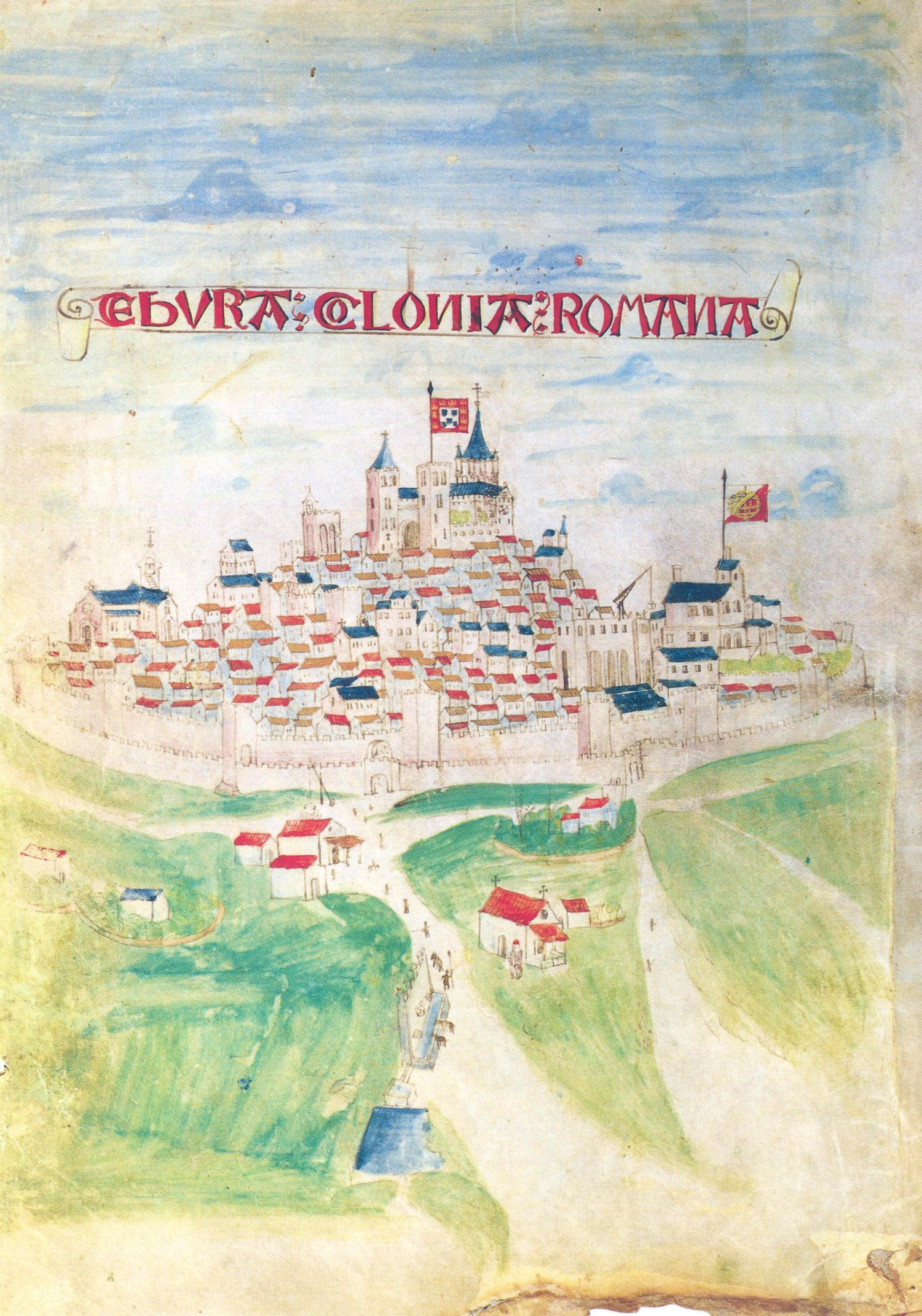
A vila de Évora em iluminura no Foral Novo (1501).

Afirma-se que por influência de D. Leonor Teles, esteve detido no Castelo de Évora, em 1382, o filho bastardo de D. Pedro I, D. João, Mestre da Ordem de Avis, supostamente acusado de uma conspiração contra o monarca, urdida com a colaboração de Gonçalo Vasques de Azevedo. D. João só conseguiu obter a liberdade apelando à intercessão do conde de Cambridge, filho de Eduardo III de Inglaterra e irmão do duque de Lencastre, comandante das tropas inglesas então em Portugal devido às pretensões de D. Fernando ao trono de Castela.
Com a eclosão da crise de 1383-1385, o alcaide-mor do castelo, Álvaro Mendes de Oliveira, tomou o partido de D. Leonor:
...logo em esse dia Diogo Lopes Lobo e Fernão Gonçalves d´Arca, e João Fernandes, seu filho, que eram uns dos grandes que aí havia, e levantaram e foram combater o castelo, subindo em cima da Sé, e isso mesmo do açougue, que são lugares altos, e dali atiravam muitos virotões aos que estavam no castelo, o qual era muito forte de torres e muro e cercado de cava e mui mau de tomar sem grande trabalho. E por os fazerem render mais asinha, tomaram as mulheres e os filhos dos que dentro estavam e puseram-nos em cima de senhos carros, todos amarrados, que eram um jogo que os meudos em semelhante caso muito costumavam fazer; e chegaram assim à porta do castelo bradando aos de cima que saíssem fora e o desamparassem, senão que as mulheres e filhos lhes queimariam todos. (Fernão Lopes. Crónica de D. João I)
Obtida a rendição por este estratagema, foi o castelo objeto de depredações, vindo a população a chacinar todos os que, comprovadamente ou não, considerassem partidários da rainha. Entre os que assim pereceram, destacou-se a abadessa das freiras de São Bento, impiedosamente arrastada da Sé, onde se refugiara.
A antiga cerca foi ampliada no reinado de D. Afonso V (1438-1481), registando-se o desvio dos impostos arrecadados para outros fins: desse modo, em 14 de abril de 1445, determinou-se gastar 15.000 reais brancos em vestimentas para o Senado, quando da recepção de D. Joana, rainha de Castela; posteriormente, em 1449, o soberano não autorizou que os impostos lançados para a fábrica do muro se aplicassem em pontes e caminhos.
No século XVI, o primitivo vão, de arco perfeito de silharia, que permitia o acesso a Norte da cerca, foi substituído por outro, dadas as acanhadas dimensões do primeiro. Ainda nesse século, a Porta da Alagoa foi cedida por D. Sebastião (1568-1578) para miradouro das freiras do Convento de Santa Helena do Monte Calvário (1571).

### Da Guerra da Restauração à Guerra Peninsular
No contexto da Guerra da Restauração, as defesas de Évora foram modernizadas, recebendo linhas abaluartadas, transformando-se numa Praça-forte. Veio a cair, entretanto, diante do assédio e assalto das forças castelhanas sob o comando de D. João de Áustria (Maio de 1663, ocasião em que a Porta da Alagoa foi arruinada), para ser reconquistada um mês depois, a 24 de Junho, pelas tropas portuguesas.
À época da Guerra Peninsular, insuficientemente guarnecida e com falta de munições, não teve sucesso na resistência à investida das tropas francesas sob o comando do general Louis Henri Loison.
Ainda nesse século, o vão quinhentista que permitia o acesso a Norte foi demolido e substituído pelo atual, por onde passa o tráfego da estrada de Évora a Arraiolos (1845); posteriormente, a Porta do Raimundo foi demolida e substituída (1880).

### Os nossos dias
As suas defesas (ver Muralhas de Évora) encontram-se classificadas como Monumento Nacional por Decreto publicado em 4 de Julho de 1922.
Em 1945 foi quase que integralmente refeito o pequeno cubelo a Sudoeste.
Em finais de 1993 iniciaram-se os trabalhos de abertura, na muralha entre os dois cubelos a Sudoeste, perto do Postigo dos Penedos, de uma porta de mármore bujardado, marcando nitidamente a contemporaneidade da obra, para ligação pedonal entre a zona Oeste extramuros e o Centro Histórico da cidade.
Évora, que alguns definiram como cidade-museu, é testemunho de diversos estilos artísticos, dotada que foi, ao longo do tempo, de obras de arte. Desse modo, desde 1986, o seu conjunto encontra-se classificado como Património Comum da Humanidade, pela UNESCO.

## Características
A muralha da cidade, com características da baixa Idade Média, mantém-se nas suas linhas essenciais, com troços bem conservados e elementos arquitectónicos significativos. Destacam-se a chamada Porta de Avis (referida em 1353), a Porta de Mendo Estevens (Porta do Moinho de Vento), a Porta da Alagoa (defendida por uma torre), a Porta de Alconchel (a principal da cidade, protegida por dois grandes torreões). O troço de muralha entre as Portas da Alagoa e do Raimundo manteve-se íntegro durante as épocas posteriores, não sendo alterado nas campanhas de obras dos séculos XVII e XVIII. A Porta da Alagoa, entretanto, encontra-se atualmente muito descaracterizada por reedificações sucessivas. A chamada Porta do Raimundo, demolida em 1880, foi reconstituída como uma composição revivalista.